# 一英里望远镜
一英里望远镜（英語：One-Mile Telescope），也称一英里射电望远镜，是位于英国马拉德射电天文台的射电望远镜阵列。